# Talbotton (Georgia)
Talbotton település az Amerikai Egyesült Államok Georgia államában, Talbot megyében, melynek megyeszékhelye is. Lakosainak száma 742 fő (2020. április 1.).

## Népesség
A település népességének változása:

| 2010 | 970 |
| 2020 | 742 |